# Geokichla spiloptera
El zorzal alimoteado (Geokichla spiloptera) es una especie de ave paseriforme de la familia Turdidae endémica de las montañas de Sri Lanka.

## Descripción
Los adultos miden alrededor de 27 cm de largo. Sus partes superiores son de color castaño y sus partes inferiores son blancas con un denso moteado negro. Presenta dos líneas de motas blancas en las alas. Su rostro tiene fondo blanco y presenta dos listas verticales oscuras una bajo el ojo y otra tras él, además de una fina bigotera. Su pico es negro y sus patas son amarillas. Su canto es un trino rico y variado. Los juveniles tienen un veteado crema en las partes superiores, y su rostro y partes inferiores son de color castaño claro con un veteado claro denso.

## Distribución y hábitat
Es una especie poco abundante que cría en los bosques húmedos de montaña de la isla de Ceilán, y en menor medida en los bosques más secos, en altitudes entre los 500 y los 2000 metros. Las áreas de invernada del zorzal alimoteado son similares a las de cría, pero a altitudes algo menores, generalmente entre los 750 y los 1500 metros de altitud, y pueden estar algo menos arboladas.

## Comportamiento
El zorzal alimoteado generalmente es solitario y sigiloso, y suele encontrarse entre los sotobosques densos y el bambú.
El zorzal alimoteado es omnívoro, aunque se alimenta principalmente de insectos, más que de frutos. Suele buscar su alimento en el suelo.
Construyen nidos en las bifurcaciones de las ramas de los árboles. Los nidos tienen forma de cuenco y está construido con ramitas y forrado con vegetación más fina. Suele poner entre dos y tres huevos de color crema o verde amarillentos. Suele criar dos nidadas por año.